# والنتینا بله
والنتینا بـِله (ایتالیایی: Valentina Bellè؛ زادهٔ ۱۶ آوریل ۱۹۹۲) بازیگر اهل ایتالیا است. او که در ورونا و از پدری ایتالیایی و مادری آلمانی به دنیا آمد، از کودکی علاقه‌مند به هنر بود و بازیگری را آموخت. وی پس از پایان دوره دبیرستان، به عنوان مدل فعالیت کرد و در نمایش‌های مد و عکاسی شرکت داشت.
از فیلم‌ها یا مجموعه‌های تلویزیونی که وی در آن‌ها نقش داشته است، می‌توان به رنگین کمان: یک موضوع خصوصی اشاره نمود.